# Núi Chư Đang Ya
Chư Đang Ya là một tổ hợp 3 ngọn núi lửa nhỏ nằm sát nhau ở Chư Đang Ya, thuộc địa phận làng Ploi lagri, xã Chư Đang Ya, huyện Chư Păh, Gia Lai. Tổ hợp núi lửa này nằm trong Tổ hợp núi lửa Tây Nguyên, có độ cao cao nhất là khoảng 500m.

## Hình thành
Khoảng hơn 200tr năm trước, dung nham ở khu vực này đã tìm phun trao lên qua nhiều nơi, một trong số đó là núi Chư Đang Ya. Núi lửa hình thành trong khoảng 10.000 năm, lần phun trào gần nhất là khoảng 10,000 năm trước.  
Có ba miệng chính, cao nhất là miệng số 1 (975m so với mục nước biển). Núi lửa này là tổ hợp của phun nổ và phun trào, hình thành nhiều bom dung nham và đá dung nham.